# Празеодимтриникель
Празеодимтриникель — бинарное неорганическое соединение
празеодима и никеля
с формулой Ni3Pr,
кристаллы.

## Получение
- Сплавление стехиометрических количеств чистых веществ:

{\displaystyle {\mathsf {Pr+3Ni\ {\xrightarrow {530^{o}C}}\ Ni_{3}Pr}}}

## Физические свойства
Празеодимтриникель образует кристаллы
тригональной сингонии,
пространственная группа R 3m,
параметры ячейки a = 0,503 нм, c = 2,501 нм, Z = 9,
структура типа плутонийтриникеля Ni3Pu
.
Соединение образуется по перитектической реакции при температуре 970°C(1010°C).